# اکثر (فیلم)
اکثر (به هندی: Aksar) یا اغلب فیلمی محصول سال ۲۰۰۶ و به کارگردانی آنانت ماهادوان است. در این فیلم بازیگرانی همچون عمران هاشمی، اودیتا گوسوامی، دینو مورئا، تارا شارما، سورش منون ایفای نقش کرده‌اند.
دنباله این فیلم با نام اکثر ۲ در سال ۲۰۱۷ اکران شد.